# 博维莱埃尔尼卡
博维莱埃尔尼卡（義大利語：Boville Ernica），是意大利弗罗西诺内省的一个市镇。总面积28.15平方公里，人口8874人，人口密度315.2人/平方公里（2009年）。ISTAT代码为060014。

## 友好城市
- 法國 皮埃尔贝尼特